# Kromme Mijdrecht (village)
Pour les articles homonymes, voir Kromme Mijdrecht.
Kromme Mijdrecht est un village néerlandais dans la commune de De Ronde Venen qui s'étend des deux côtés le long du Kromme Mijdrecht, dont il tire son nom.

## Rive gauche
La partie du village qui se trouve sur la rive gauche a été situé dans la province de la Hollande-Méridionale. Cette partie a appartenu jusqu'en 1990(?) à la commune de Zevenhoven(?).
En 1840, il y avait 21 maisons et 142 habitants.

## Rive droite
La partie du village qui se trouve sur la rive droite a toujours été située dans la province d'Utrecht. Cette partie appartient à la commune de De Ronde Venen, après avoir appartenu jusqu'en 1988(?) à la commune de Mijdrecht. En 1840, il y avait 18 maisons et 149 habitants.